# M13 (Oekraïne)
De M13 is een autoweg in Oekraïne. De weg verbindt Moldavië met centraal Oekraïne via de stad Kropyvnytsky. De weg begint bij de grensovergang Platonove en loopt naar Znamjanka. De M13 is 297 kilometer lang.

## Verloop
De weg begint aan de Moldavische grens, en loopt richting het noordoosten. De weg is het vervolg van de Moldavische M21 uit Chisinau. Een eindje ten oosten van het stadje Ananjiv kruist de weg de snelweg M05, de verbinding tussen Kiev en Odessa. 67 kilometer verderop kruist de weg de M23, de verbinding tussen Mykolajiv, en de M05 naar Kiev. De weg loopt hierna 100 kilometer door dunbevolkt gebied totdat men de stad Kropyvnytsky tegenkomt. Om de stad is een 47 kilometer lange ringweg gebouwd. Vanaf Kropyvnytsky gaat ook de M12 naar het westen. 31 kilometer ten noordoosten van Kropyvnytsky eindigt de M13 op de M04 naar Dnipro en Tsjerkasy.
De M13 is onderdeel van de E577.
M01 ·
M02 ·
M03 ·
M04 ·
M05 ·
M06 ·
M07 ·
M08 ·
M09 ·
M10 ·
M11 ·
M12 ·
M13 ·
M14 ·
M15 ·
M16 ·
M17 ·
M18 ·
M19 ·
M20 ·
M21 ·
M22 ·
M23 ·
M24 ·
M25 ·
M26 ·
M27 ·
M28 ·
M29 ·
M30
N01 ·
N02 ·
N03 ·
N04 ·
N05 ·
N06 ·
N07 ·
N08 ·
N09 ·
N10 ·
N11 ·
N12 ·
N13 ·
N14 ·
N15 ·
N16 ·
N17 ·
N18 ·
N19 ·
N20 ·
N21 ·
N22 ·
N23 ·
N24 ·
N25 ·
N26 ·
N27 ·
N28 ·
N30 ·
N31 ·
N32 ·
N33